# Carl-Ulrik Schierup
Carl-Ulrik Schierup, född 1948 i Århus, Danmark, professor i etnicitet vid Linköpings universitet.
Schierup avslutade sina doktorandstudier i socialantropologi vid Aarhus universitet 1977 (nostrifierad som svensk doktorsexamen i socialantropologi 1983) och blev fil. dr i sociologi vid Umeå universitet 1988. År 1999 blev han professor i arbetsvetenskap med inriktning mot etnicitet vid Arbetslivsinstitutet och Linköpings universitet. Han var under perioden 2008-18 föreståndare för Institutet för forskning om migration, etnicitet och samhälle, REMESO vid Linköpings universitet.
Schierups forskning omfattar en rad olika aspekter på etnicitet och migration såsom etniska konflikter, medborgarskap och nationalism. Han har också forskat om bland annat forna Jugoslaviens politisk-ekonomiska utveckling, sysselsättningspolitik och social exkludering och inkludering i Europa